# Жар-птица
Жар-птица — персонаж восточнославянских народных сказок, чудесная птица, цель исканий различных героев русских сказок.

## Описание
Мифологами, включая А. Н. Афанасьева, Жар-птица понималась как олицетворение огня, света, солнца. В. Н. Перетц отмечал произвольность этих мифологических объяснений и сопоставлял Жар-птицу со средневековыми, популярными в западноевропейской и в русской литературе рассказами из «Физиолога» о чудной птице Феникс, которая возрождается из пепла.
Добывание этой птицы является трудной задачей и составляет одно из главных заданий, которые царь (отец) даёт сыновьям. Выполнить её удаётся лишь незлобивому младшему сыну.
Жар-птица может иметь роль похитителя, что сближает её с Огненным змеем: птица уносит мать героя сказки «за тридевять земель». Жар-птица и словацкая «птица-огневик» могут быть связаны с другими мифологическими образами, которые воплощают огонь, в частности с огневым конём-птицей и Рарогом.
Перья птицы имеют способность светить и своим блеском поражают зрение человека. Согласно русской волшебной сказке, каждое перо этой птицы «так чудно и светло, что ежели принесть его в тёмную горницу, оно так сияло, как бы в том покое было зажжено великое множество свеч». Птица имеет золотую окраску. Эта особенность, как и её золотая клетка связана с тем, что птица прилетает из другого («тридесятого») царства, откуда происходит всё, окрашенное в золотой цвет.

## Сказки
Жар-птица встречается в русских народных сказках:
- Сказка об Иване-царевиче, жар-птице и о сером волке[5];
- Жар-птица[6];
- Жар-птица и Василиса-царевна[7];
- Об Иване-царевиче и жар-птице[8].

Она присутствует в литературных сказках Петра Ершова «Конёк-Горбунок» и в одноименной сказке А. Н. Толстого (1911).

## В современной культуре
- «Конёк-Горбунок» (Союзмультфильм, 1947 год, режиссёр: Иван Иванов-Вано)
- «Конёк-горбунок» (Союзмультфильм, 1975 год, режиссёр: Иван Иванов-Вано)
- «Жар-птица» по мотивам сказки Алексея Толстого (объединение художественной мультипликации «Киевнаучфильм», 1983 год, режиссёр: Цезарь Оршанский)
- «Жар-птица» по мотивам русских народных сказок (ТО «Экран», 1984, режиссёр: Владимир Самсонов). В фильме использована музыка из оркестровой сюиты Игоря Стравинского «Жар-птица».
- «После дождичка в четверг» (киносказка 1985 года, в роли Жар-птицы Марина Яковлева)
- «Как поймать перо Жар-Птицы» (мультфильм, 2013 год)
- «Последний богатырь: Посланник тьмы» (2021, режиссёр: Дмитрий Дьяченко).

В 2009 году стала символом конкурса песни Евровидение-2009, проходившего в Москве.

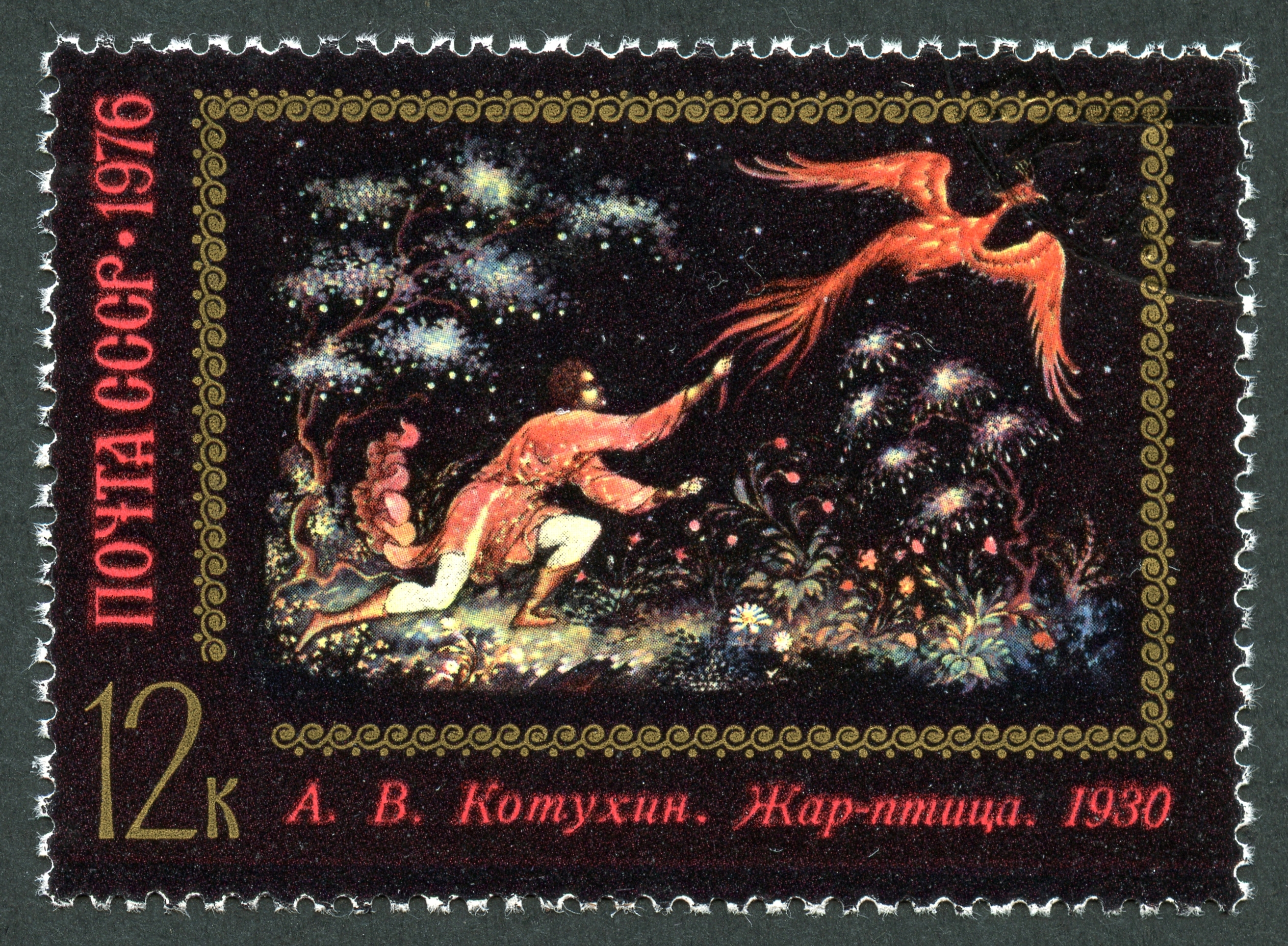
А. В. Котухин, «Жар-птица», 1930. Почтовая марка СССР, 1976
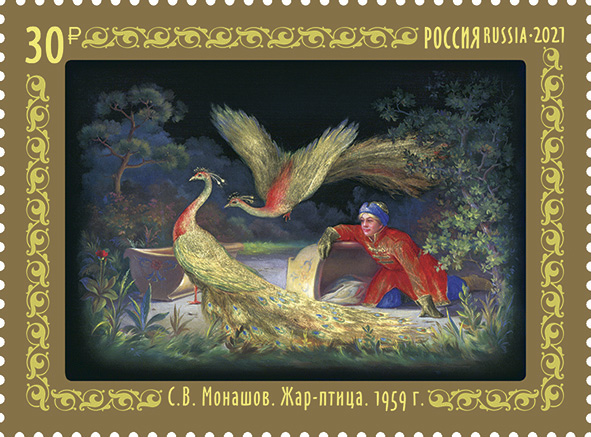
Декоративно-прикладное искусство России. Федоскинская лаковая миниатюра: С. В. Монашов «Жар-птица» (1959)
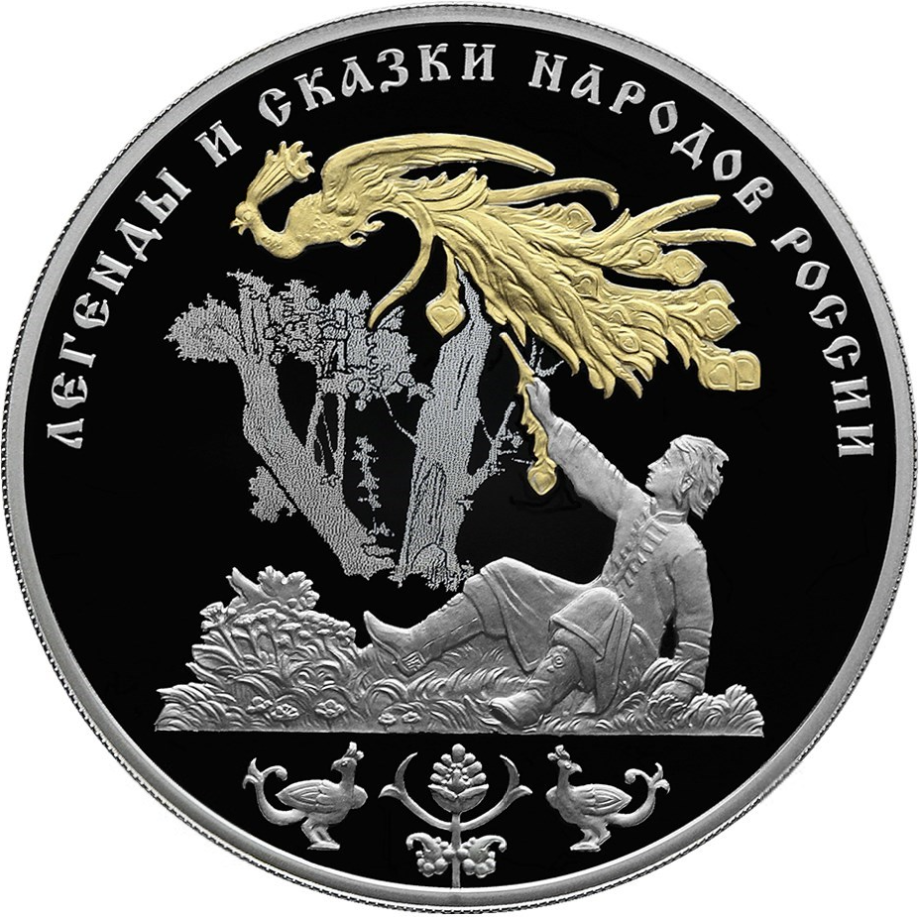
Монета Банка России — Легенды и сказки народов России: Жар-птица. 3 рубля, серебро, реверс, пруф